# Субантарктичні острови Нової Зеландії

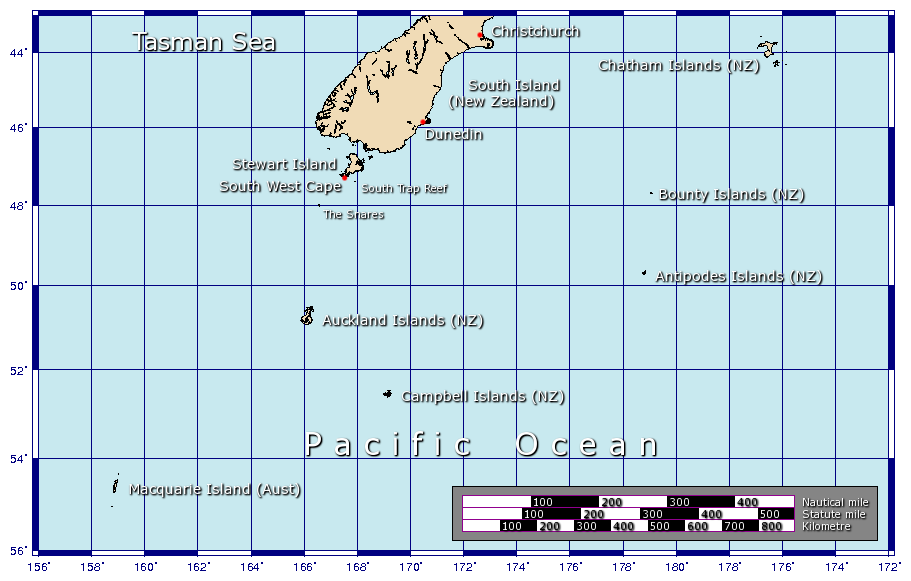
Мапа Субантарктичних островів Нової Зеландії

Субантарктичні острови Нової Зеландії — п'ять південних груп островів Нової Зеландії, що занесені ЮНЕСКО до списку Світової спадщини.
В цю групу включають п'ять груп островів:
| № | Код     | Острови            | Площа, км² | Координати                                                              |
| - | ------- | ------------------ | ---------- | ----------------------------------------------------------------------- |
| 1 | 877-001 | Снарські острови   | 3,41       | 48°02′00″ пд. ш. 166°35′00″ сх. д. / 48.03333° пд. ш. 166.58333° сх. д. |
| 2 | 877-002 | Острови Баунті     | 1,35       | 47°45′00″ пд. ш. 179°03′00″ сх. д. / 47.75000° пд. ш. 179.05000° сх. д. |
| 3 | 877-003 | Острови Антиподів  | 20,97      | 49°41′00″ пд. ш. 178°48′00″ сх. д. / 49.68333° пд. ш. 178.80000° сх. д. |
| 4 | 877-004 | Оклендські острови | 625,60     | 50°29′00″ пд. ш. 165°52′00″ сх. д. / 50.48333° пд. ш. 165.86667° сх. д. |
| 5 | 877-005 | Острови Кемпбелл   | 113,31     | 52°33′00″ пд. ш. 169°09′00″ сх. д. / 52.55000° пд. ш. 169.15000° сх. д. |

Острови розкидані на території океану 3,5 млн км², це приблизно половина території Австралії.
Кожна група островів має свій мікроклімат і ендеміків — унікальних представників флори і фауни (наприклад — снарський пінгвін).
Всі острови — нежилі, обмежені для відвідин туристами. Присутні люди на островах — працівники наукових експедицій або співробітники метеорологічних станцій.
Клімат на островах — від субантарктичного до холодного помірного.

## Виноски
1. ↑  * Назва в офіційному англомовному списку
2. ↑  New Zealand Sub-Antarctic Islands - UNESCO World Heritage Centre